# Placówka Straży Celnej „Chochołów”

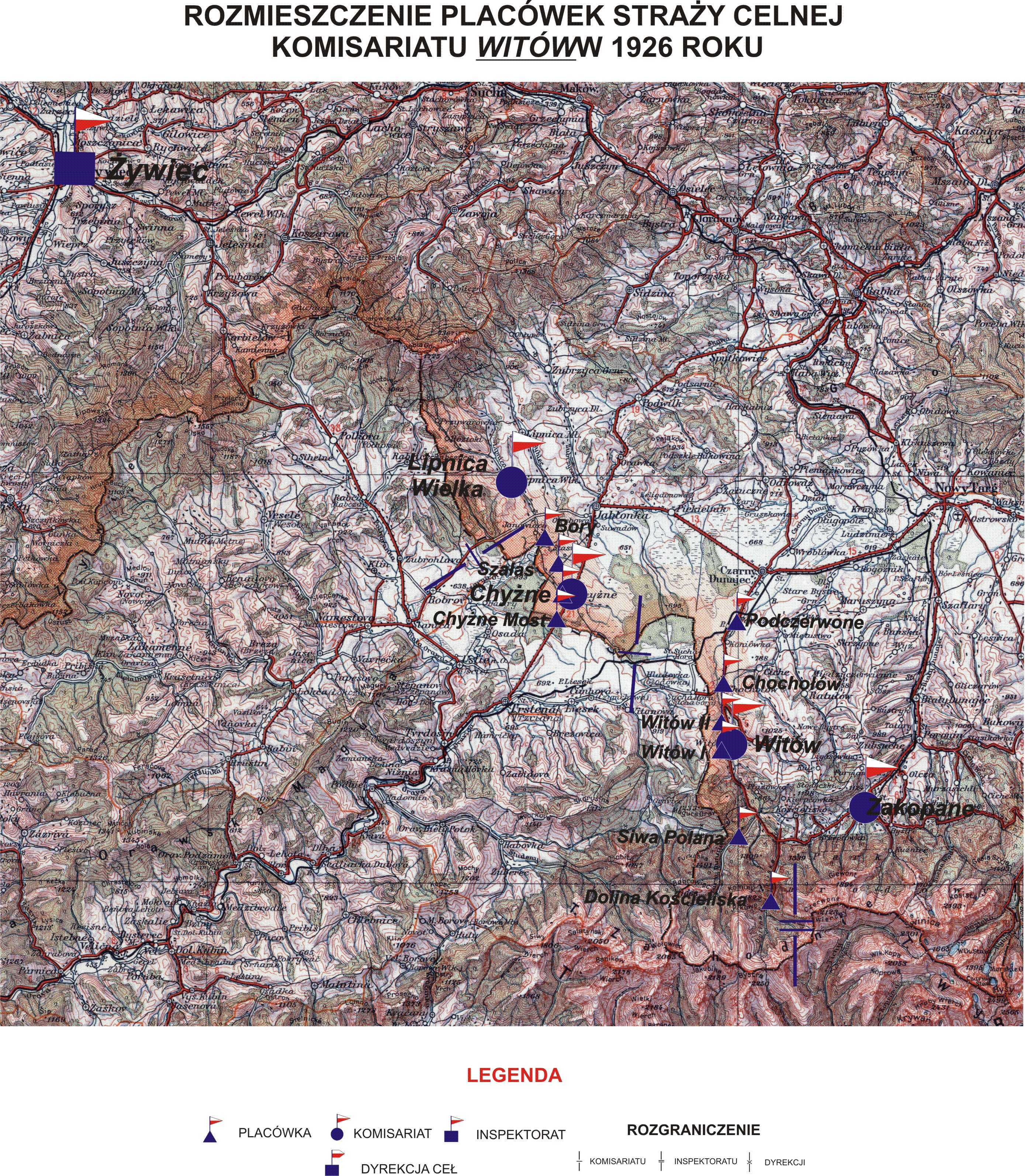
Rozmieszczenie placówek SC Witów w 1926 r.

Placówka Straży Celnej „Chochołów” – jednostka organizacyjna Straży Celnej pełniąca w okresie międzywojennym służbę ochronną na granicy polsko-czechosłowackiej.

## Formowanie i zmiany organizacyjne
Na wniosek Ministerstwa Skarbu, uchwałą z 10 marca 1920 roku, powołano do życia Straż Celną. Od połowy 1921 roku jednostki Straży Celnej rozpoczęły przejmowanie odcinków granicy od pododdziałów Batalionów Celnych. Proces tworzenia Straży Celnej trwał do końca 1922 roku. Placówka Straży Celnej „Chochołów” weszła w podporządkowanie komisariatu Straży Celnej „Witów” z Inspektoratu SC „Żywiec”.
W drugiej połowie 1927 roku przystąpiono do gruntownej reorganizacji Straży Celnej. W praktyce skutkowało to rozwiązaniem tej formacji granicznej. Ochronę północnej, zachodniej i południowej granicy państwa przejęła powołana z dniem 2 kwietnia 1928 roku Straż Graniczna.
Rozkazem nr 5 z 16 maja 1928 roku w sprawie organizacji Małopolskiego Inspektoratu Okręgowego dowódca Straży Granicznej gen. bryg. Stefan Pasławski powołał komisariat Straży Granicznej „Czarny Dunajec”. Placówka Straży Granicznej I linii „Chochołów” znalazła się w jego strukturze.

## Funkcjonariusze placówki
Kierownicy placówki
| stopień          | imię i nazwisko, numer    | okres pełnienia służby | kolejne stanowisko |
| ---------------- | ------------------------- | ---------------------- | ------------------ |
| starszy strażnik | Stanisław Filipiak (1483) | był w 1926             |                    |

Obsada personalna placówki w 1926:
- starszy strażnik Stanisław Filipiak (1483)
- starszy strażnik Jan Tomasik (258)
- starszy strażnik Andrzej Kwaśniewski (1259)
- strażnik Franciszek Patelski (1154)
- strażnik Wojciech Magoń (1185)
- strażnik Zygmunt Śnieżek (1293)
- strażnik Władysław Jasiński (1578)
- strażnik Alfred Ustjanowski (2109)
- strażnik Ignacy Sikora (1051)
- strażnik Stanisław Bąk (1137)
- strażnik Michał Kuchta (2244)
- strażnik Stefan Zachara (2290)